# Небога, Мария Андреевна
Мария Андреевна Небога (10 июня 1937, Плахтиевка, Саратский район, Одесская область — 24 декабря 2005, Плахтиевка, Одесская область) — украинская советская деятельница, новатор сельскохозяйственного производства, трактористка, звеньевая механизированного звена колхоза «Родина» Саратского района Одесской области. Депутат Верховного Совета УССР 6-7-го созывов. Герой Социалистического Труда (23.06.1966).

## Биография
Родилась в крестьянской семье. В 1952 году окончила Плахтеевскую семилетнюю школу Саратского района Одесской области.
Трудовую деятельность начала в 1952 году колхозницей сельскохозяйственной артели «Родина» села Плахтеевки.
В 1953—1954 годах училась на курсах трактористов Теплицкой школы механизации сельского хозяйства.
С 1954 года — трактористка, звеньевая механизированного звена по выращиванию кукурузы колхоза «Родина» села Плахтеевки Саратского района Одесской области.
Достигала высокой выработки на трактор, значительной экономии топлива и сбережения средств на ремонт. В 1962 году при плане 400 гектаров Мария Небога произвела трактором «ХТЗ-7» 712 гектаров мягкой пахоты. Выращивала высокие урожаи кукурузы. Звено Небоги в начале 1960-х годов ежегодно получало по 48 и более центнеров зерна кукурузы с каждого гектара.
Член КПСС с 1964 года. Избиралась делегатом XXIII съезда КПУ (1966).
Потом — на пенсии в селе Плахтеевке Саратского района Одесской области.

## Награды
- Медаль «Серп и Молот» (23.06.1966);
- Орден Ленина (23.06.1966);
- Орден «Знак Почёта» (08.12.1973);
- Медали.